# Alfred Lauck Parson
Pour les articles homonymes, voir Lauck et Parson.
 (août 2016).
Si vous disposez d'ouvrages ou d'articles de référence ou si vous connaissez des sites web de qualité traitant du thème abordé ici, merci de compléter l'article en donnant les références utiles à sa vérifiabilité et en les liant à la section « Notes et références ».
Alfred Lauck Parson (1889 - 1970) est un chimiste et physicien anglais. Sa théorie du magnéton contribue au développement du modèle de l'atome et à l'histoire de la chimie.

## Biographie
Né à Lucknow, Inde, de Joseph et Sarah Jane (Lauck) Parson, Alfred obtient son Bachelor of Science en chimie à Oxford. Entre 1913 et 1915, il poursuit ses études de thèse à l'Université Harvard et à l'Université de Californie à Berkeley où Gilbert N. Lewis est directeur du département de chimie. Durant ces années, Lewis lit un article de Parson, qui argumente que l'électron, dans le modèle de Bohr, pourrait être un anneau d'énergie négative tournant à grande vitesse sur son axe et qu'une liaison chimique entre deux atomes proviendrait du partage de deux électrons.
Parson publie la version finale de sa théorie en 1915. Encouragé par cet article, Lewis publie en 1916 son fameux article "L'atome et la molécule", dans lequel une liaison chimique se forme grâce au partage de paires d'électrons. Plusieurs physiciens de l'époque, entre autres Arthur Compton, Clinton Joseph Davisson, Lars O. Grondahl, David L. Webster et H. Stanley Allen, continuent à développer les idées de Parson en utilisant un modèle toroïdal pour l'atome.